# Hotel Nyborg Strand
Hotel Nyborg Strand, formelt NYBORG STRAND, er et hotel beliggende i Nyborg.
Hotellet blev opført af en gruppe forretningsfolk fra byen i 1899 ved arkitekt Emil Schwanenflügel og fik navnet Nyborg nye Badehotel grundet sin beliggenhed umiddelbart ud til Storebælt. Hotellet havde i starten af 1900'erne skiftende ejere, indtil det i 1913 blev købt af Nyborgmøderne til at huse kristne stævner, men efterhånden som møderne blev færre, kom der mere fokus på den almindelige hoteldrift og på anden mødevirksomhed. Under 2. verdenskrig var hotellet i den tyske besættelsesmagts besiddelse, og efter krigen var det i en sådan forfatning, at det måtte genopføres. Det nye hotel åbnede i 1948.
Den 11. november 1963 er foreningen Dansk Håndværks Kvinder blevet grundlagt af 35 kvinder på Hotel Nyborg Strand.
Hotellet er i dag et A/S med en professionel bestyrelse og er et af landets største konferencehoteller. Hotellet betegner sig selv som "Hele Danmarks mødested".
Hotellet er udvidet flere gange, bl.a. i 1998 med et auditorum, mens nye værelser kom til i 2002 og 2006. I 2007 blev et nyt indgangsparti og mødecenter på 2775 m2 taget i brug. Efterfølgende år (2010, 2011, 2012 og senest 2013 er der blevet bygget både flere konferencelokaler og flere værelser, så hotellet i dag er provinsens største udbyder af konferencefaciliteter (36 lokaler) og værelser (426) sammenhængende. Nyborg Strand kan tilbyde mødelokaler til 1.200 deltagere. Hotellet besøges årligt af flere end 275.000 gæster.
Hotellet huser to restauranter: Stranden og Bistro samt en bar med navnet Stjernebar.
Hotellet har i mange år været medlem af verdens største hotelkæde, Best Western, men er pr.31. december 2014 ikke længere en del af kæden